# Coolsingel
De Coolsingel (lokaal uitgesproken met de klemtoon op de tweede lettergreep) is een belangrijke straat in Rotterdam.

## Geschiedenis
De naam Coolsingel is afkomstig van het ambacht Cool. Het ambacht Cool komt reeds voor omstreeks 1280. In 1596 kocht de stad de ambachtsheerlijkheid Cool, Blommersdijk en Beukelsdijk van Jonkheer Jacob van Almonde. Bij Koninklijk Besluit van 20 september 1809 werd het ambacht Beukelsdijk, Oost- en West-Blommersdijk, genaamd Cool, tot een zelfstandige gemeente verheven. In 1811 werd Cool door Rotterdam geannexeerd. Naast het ambacht had men ook nog de polder Cool. Deze lag tussen de Rotterdamse en Delfshavense Schie; deze werd in 1925 opgeheven. Een gedeelte van het grondgebied van Cool was reeds in 1358 bij de stad getrokken na de vergunning van hertog Albrecht van Beieren om grachten om de stad te graven en het stadsgebied te vergroten met Rodezand in het ambacht Cool. De Coolvest scheidde voortaan stad en ambacht en vormde de westelijke grens van de oude Stadsdriehoek, later naar het zuiden uitgebreid met de Schiedamse Vest.
In 1480 is er al sprake van een singel aan de ambachtszijde tegenover de vest achter Bulgersteyn; het zuidelijke deel kreeg na de grote stadsuitbreiding rond 1500 de naam Schiedamsesingel, het noordelijke Coolsingel. De Coolvest is in verband met de aanleg van een brede verkeersweg in de jaren 1913-1922 geheel gedempt en kreeg toen de naam Coolsingel. Enkele jaren later volgde de Schiedamse Vest tot aan de Witte de Withstraat, en ten slotte werd meest zuidelijke deel van de vest gedempt met puin van het bombardement.

## Heden
De Coolsingel is sinds de wederopbouw de centrale verkeersader van de binnenstad. De Coolsingel verbindt het Hofplein met de Blaak. Daarnaast is het een winkelboulevard.
Aan de Coolsingel staat het Rotterdamse stadhuis, alsmede het voormalige hoofdpostkantoor, de VVV van Rotterdam, de Bijenkorf en C&A. Voor de Bijenkorf staat het monument De gestileerde bloem (bijgenaamd Het Ding of De Stopnaald) van Naum Gabo. Aan de zuidzijde wordt de Coolsingel afgesloten door het Churchillplein (voormalig Van Hogendorpsplein). Aan de overzijde ligt, naast het Maritiem Museum, Plein 1940 waar het beroemde monument De verwoeste stad (bijgenaamd Jan Gat) van Ossip Zadkine zich bevindt.
Op de hoek Beursplein/Coolsingel staat het Beurs World Trade Center Rotterdam (WTC Rotterdam), het zakelijk hart van Rotterdam.
Over de Coolsingel rijden diverse trams van de RET, eronder rijdt de metro. Ondergronds, onder het Churchillplein, kruisen de tunnels van de noord-zuidlijn (de lijnen D en E) en van de oost-westlijn (de lijnen A, B en C) van de Rotterdamse metro elkaar. Ook de metrostations Stadhuis en Beurs liggen onder de Coolsingel.
Onder de Coolsingel door loopt de winkelpassage Beurstraverse die in de volksmond de Koopgoot wordt genoemd.
De Coolsingel is het punt van samenkomst voor volksuitingen van grote vreugde. Zo worden kampioenschappen van Feyenoord doorgaans gevierd op de Coolsingel, en bij mooi weer ook weleens in de fontein op het Hofplein. Tevens vinden de start en finish van de marathon van Rotterdam alsmede het Zomercarnaval Rotterdam op de Coolsingel plaats. Ook is het de finishplaats van de Roparun. Uitzondering hierop waren de jaren 2018, 2019, 2020, 2021 en 2025. In 2018 en 2019 werd de finish verplaatst naar de Binnenrotte vanwege werkzaamheden aan de Coolsingel. In 2020 werd de Roparun in afgelast vanwege de coronapandemie die dat jaar uitbrak. De editie van 2021 vond om dezelfde reden plaats in Noord-Brabant en Limburg. De finish was toen op het Megaland in Schaesberg in plaats van op de Coolsingel. In 2025 werd de finish net als in 2018 en 2019 verplaatst naar de Binnenrotte, ditmaal vanwege werkzaamheden op het Hofplein waardoor ook dit jaar niet op de Coolsingel kon worden gefinisht.
Tussen 2018 en 2021 vonden werkzaamheden plaats om de Coolsingel weer de grandeur van een boulevard terug te geven. Fietsers en voetgangers kregen meer ruimte, het autoverkeer ging terug van 4 rijstroken (2 per rijrichting) naar 2 rijstroken (1 per rijrichting).

## Trivia
- In de Nederlandse versie van het bordspel Monopoly is de Coolsingel de duurste straat van Rotterdam, op de plaats van Pennsylvania Avenue in het Amerikaanse spel en Bond Street in de Engelse versie.

## Fotogalerij

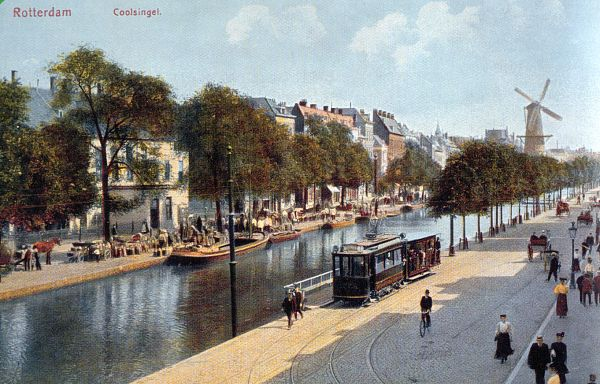
De Coolsingel anno 1900
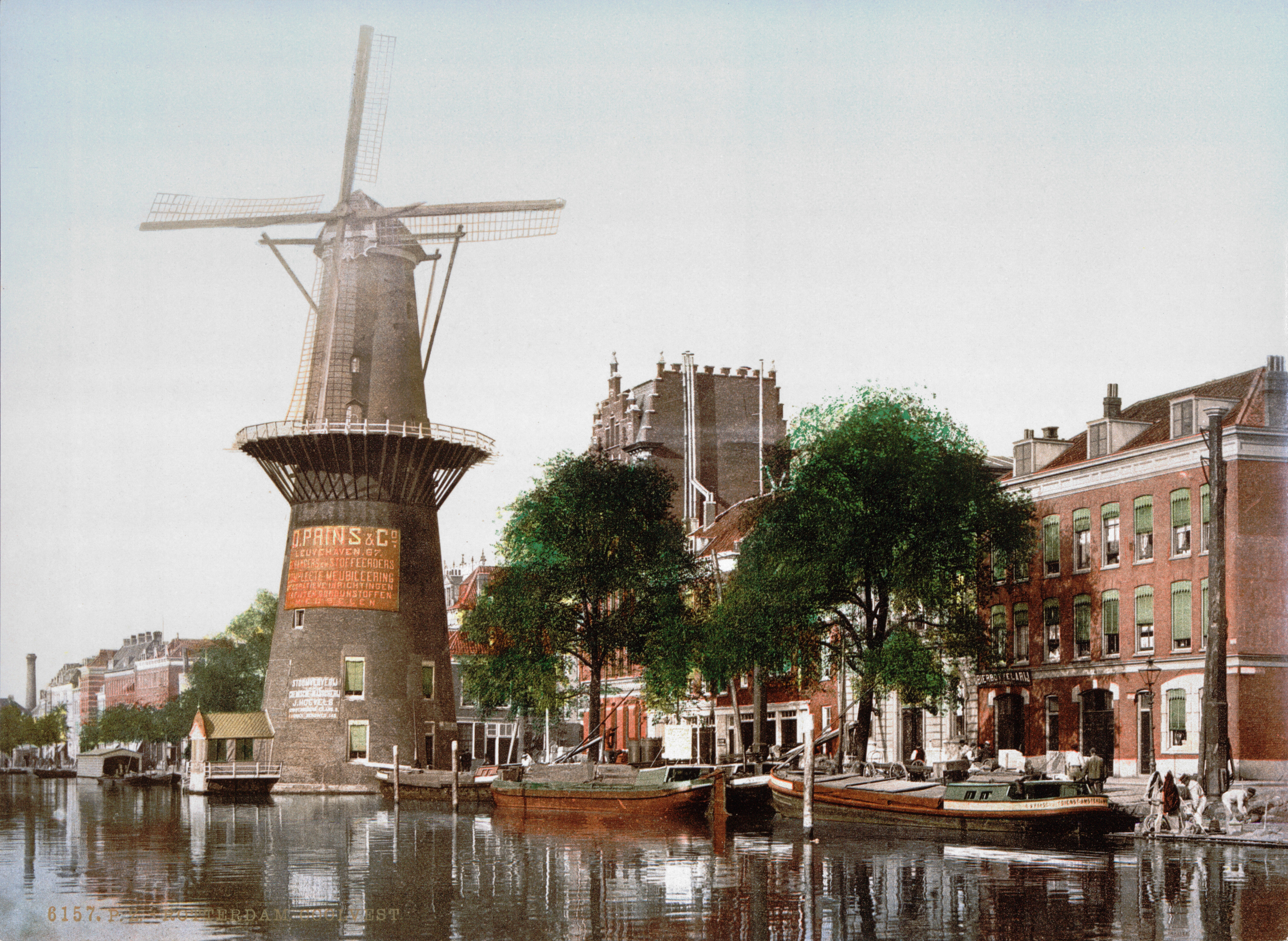
De Coolvest anno 1900
- De officiële heropening van de Coolsingel in 1967, nadat deze door de aanleg van de metro enige tijd opgebroken is geweest.